# Macellicephala violacea
Macellicephala violacea är en ringmaskart som först beskrevs av Levinsen 1887.  Macellicephala violacea ingår i släktet Macellicephala och familjen Polynoidae. Arten har ej påträffats i Sverige. Inga underarter finns listade i Catalogue of Life.